# Amedeo Giannini
Amedeo Giannini (Napoli, 19 settembre 1886 – Roma, 18 dicembre 1960) è stato un giurista e politico italiano, senatore del Regno d'Italia.

## Biografia
Internazionalista, specializzato sulle Costituzioni di cui cominciavano a dotarsi i paesi arabi, fu dapprima Direttore dell'Ufficio Stampa del Ministero degli Esteri, quindi segretario generale del Consiglio del contenzioso diplomatico (1923), ministro plenipotenziario (1924), 
ambasciatore (1937), e dal 1936 al 1942 direttore generale degli affari
economici al Ministero degli Affari Esteri. 
Fu nel marzo 1921 uno dei fondatori dell'Istituto per l'Oriente (oggi Istituto per l'Oriente Carlo Alfonso Nallino) unitamente all'accademico arabista e islamista Carlo Alfonso Nallino. 

Dell'Istituto Giannini fu ininterrottamente Presidente dal 1927 al 1945, oltre a essere direttore della Rivista dell'Istituto Italiano di Diritto Internazionale.
Fu vicepresidente del Consiglio Nazionale delle Ricerche (1928); il 15 luglio 1935 divenne Socio dell'Accademia dei Lincei.
Nel marzo del 1921 avvenne la sua nomina a Consigliere di Stato.
Nel 1934 fu nominato Senatore del Regno, esprimendo quel "realismo burocratico" che lo portò a sottoscrivere (tra gli altri, con Carlo Costamagna) la richiesta di convocazione del Senato, avanzata dal senatore Grazioli nel luglio 1943.
Dal 10 febbraio del 1937 all'11 ottobre 1944 ricoprì la carica di Presidente di Sezione del Consiglio di Stato, fin quando, sottoposto a epurazione dopo la caduta del regime fascista, fu dichiarato decaduto dalla funzione senatoriale.
Era il padre di Massimo Severo Giannini.

## Pubblicazioni
- Le Costituzioni degli Stati del Vicino Oriente, Roma, Istituto per l'Oriente, 1931, 470 pp.
- Documenti per la storia della Pace Orientale (1915-1932), Roma, Istituto per l'Oriente, 1933, 392 pp.
- L'ultima fase della questione orientale, Roma, Istituto per l'Oriente, 1933, 416 pp. + 3 carte f. t.
- La Costituzione Etiopica. Studio seguito dalla versione della costituzione stessa fatta sul testo amarico ed annotata da Enrico Cerulli, Roma, Istituto per l'Oriente, 1936, 2ª ed., 48 pp.
- Le vicende della Rumania 1878-1940, Roma, Istituto per gli studi di politica internazionale, 1941, 235 pp.